# 寿安陈家大院
寿安陈家大院，俗称陈家桅杆，位于四川省成都市温江区寿安镇，是一座具有川西民居典型风格的集住宅、宗祠、园林于一体的综合性庭院式古建筑群。2002年12月27日公佈為四川省第六批省級文物保護單位。2013年3月5日列為第七批全國重點文物保護單位。
陈家大院始建于清同治三年（1864年），为清代咸丰年間翰林陈宗典及其子武举陈登俊經年营建。陈家大院由于门前的双斗桅杆而成名，故民间多俗称陈家桅杆。陈家大院占地总面积为7282平方米，有大小共十二院；其中建筑面积2736平方米。建筑多为穿斗木结构，浓缩了晚清时期川西建筑的风格，被称作“川西第一民宅”或川西民居中的“大观园”。

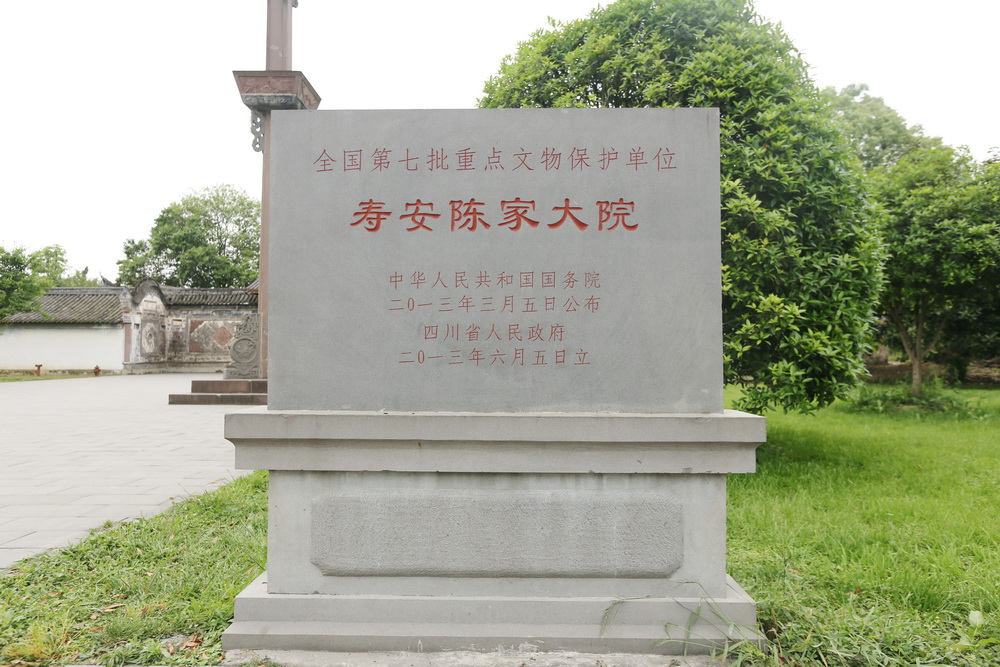
第七批全国重点文物保护单位标志碑